# خشنات الأقدام
خشنات الأقدام (الاسم العلمي: Dasypodidae) هي فصيلة من أجناس المدرع المنقرضة في الغالب. يوجد جنسًا واحدًا، خشن الأقدام (Dasypus)، لا يزال موجودًا، ويضم ما لا يقل عن سبعة أنواع حية.